# 滴锡藤
滴锡藤（学名：Dischidia alboflava）是夹竹桃科眼树莲属的植物，为中国的特有植物。分布于越南以及中国大陆的海南等地，生长于海拔200米至1,200米的地区，多生于山地密林中，目前尚未由人工引种栽培。

## 异名
- Dischidia alboflava Cost.
- Dischidia esquirolii (Levl.) Tsiang